# 18. Tarnowska Nagroda Filmowa
18. Tarnowska Nagroda Filmowa – odbyła się w dniach 5-8 maja 2004 roku.

## Filmy konkursowe
- Biała sukienka – reż. Michał Kwieciński
- Ciało – reż. Tomasz Konecki, Andrzej Saramonowicz
- Pogoda na jutro – reż. Jerzy Stuhr
- Pornografia – reż. Jan Jakub Kolski
- Przemiany – reż. Łukasz Barczyk
- Symetria – reż. Konrad Niewolski
- Ubu król – reż. Piotr Szulkin
- Warszawa – reż. Dariusz Gajewski
- Zerwany – reż. Jacek Filipiak
- Żurek – reż. Ryszard Brylski

## Laureaci
- Nagroda Grand Prix – Statuetka Leliwity: 
  - Symetria – reż. Konrad Niewolski

- Nagroda Jury Młodzieżowego – Statuetka Kamerzysty: 
  - Symetria – reż. Konrad Niewolski

- Nagroda publiczności – Statuetka Maszkarona: 
  - Warszawa – reż. Dariusz Gajewski

- Nagroda specjalna jury:
  - Jacek Filipiak – za debiut reżyserski (Zerwany)
  - Katarzyna Figura i Natalia Rybicka – za stworzenie przejmującego duetu aktorskiego w filmie Żurek

- Nagroda specjalna jury młodzieżowego:
  - Jacek Filipiak – Zerwany

- Nagroda jury dziennikarskiego:
  - Pornografia – reż. Jan Jakub Kolski

- Nagroda PARALAKSA Stowarzyszenia Twórców Obrazu Filmu Fabularnego:
  - Paweł Śmietanka i Adam Bajerski – za zdjęcia do filmu Zmruż oczy